# Душан Костић (певач)
Душан Костић (Лесковац, 7. јануар 1953 — Београд, 13. мај 1996) био је српски певач народне музике, познат по песмама Сачувај тајну, љубави моја и Шта ли ноћас раде моје љубави старе.
Рођен је у Лесковцу, али се још као млад преселио у Мали Мокри Луг, надомак Београда. Ту је и започео своју певачку каријеру. Кратко је сарађивао са Јужним ветром.
Дана 13. маја 1996. Душко Костић је извршио самоубиство тако што је скочио са Панчевачког моста у реку Дунав и утопио се. Имао је 43 године. Његово тело никад није било пронађено. Иза себе је оставио супругу Невенку и две ћерке.

## Дискографија

### Албуми
- Зора руди а песма се чује/Ко ли те љуби (1981, Београд Диск)
- Сећаћу се тебе (са Јужним ветром) (1982, Дискос)
- Сачувај тајну (1983, ПГП РТБ)
- Шта ли ноћас раде моје љубави старе (1984, ПГП РТБ)
- Дујо дујо (уз ансамбл Боре Вишњичког) (1985, ПГП РТБ)
- Шапући ми ноћас (1987, ПГП РТБ)
- Шта се кога тиче како живим ја (1988, ПГП РТБ)
- Душан Костић ( са оркестром Владе Тодосијевића) (1990, ПГП РТБ)
- Лежиш ми на срцу (1992, ПГП РТБ)
- Симбил цвеће (1995, Продукција Јужни ветар)[2]

## Фестивали
- 1976. Млади и народна музика - Један живот није мало, победник фестивала
- 1979. Београдско пролеће - Песма крај извора (Вече градских песама)
- 1982. Илиџа - Чича с Требевића (дует са Горданом Стојићевић)
- 1983. Илиџа - Зора ј' рано / Ноћ сведока нема
- 1983. Хит парада - Биће родна година
- 1984. Хит парада - Сачувај тајну
- 1984. МЕСАМ - Вања
- 1985. Хит парада - Лепа ханума
- 1985. Фестивал народне музике Сарајево - Мјесец на прозору
- 1986. Хит парада - У име љубави старе
- 1987. Хит парада - Ти си била моја прва љубав
- 1988. Хит парада - Немој да ме излуђујеш
- 1989. Млава пева јулу, Велико Лаоле - Еј, малена